# ولاد خالتي (مسلسل)
ولاد خالتي هو مسلسل تلفزيوني كوميدي أردني يُبث منذ 28 أغسطس 2020 عبر فضائية عمان تي في ومنصة اليوتيوب. من بطولة يزن النوباني، وناريمان عبد الكريم، وباسل العمارين ورغدة كيومجيان وإخراج محمود حسين.